# 克雷格嶺
77°31′S 86°4′W / 77.517°S 86.067°W
克雷格嶺（英語：Craig Ridge）是南極洲的山嶺，位於埃爾斯沃思地，處於北極星峰東北面，屬於埃爾斯沃思山脈中森蒂納爾嶺的一部分，現時由南極條約體系管理。